# Niurka Montalvo
Niurka Montalvo Amaro (ur. 4 czerwca 1968 w Hawanie) – kubańska lekkoatletka, specjalizująca się w skoku w dal oraz trójskoku, dwukrotna uczestniczka letnich igrzysk olimpijskich (Atlanta 1996, Ateny 2004). Reprezentantka Hiszpanii od 1999, po zmianie stanu cywilnego.

## Sukcesy sportowe
- pięciokrotna mistrzyni Kuby w skoku w dal – 1988, 1990, 1993, 1994, 1995[1]
- dwukrotna mistrzyni Kuby w trójskoku – 1993, 1994
- pięciokrotna mistrzyni Hiszpanii w skoku w dal – 1999, 2000, 2001, 2002, 2005[2]
- mistrzyni Hiszpanii w trójskoku – 1999
- trzykrotna halowa mistrzyni Hiszpanii w skoku w dal – 2000, 2001, 2005[3]

| Rok                      | Miasto              | Zawody                                   | Konkurencja         | Wynik                     |
| Reprezentantka Kuby      | Reprezentantka Kuby | Reprezentantka Kuby                      | Reprezentantka Kuby | Reprezentantka Kuby       |
| ------------------------ | ------------------- | ---------------------------------------- | ------------------- | ------------------------- |
| 1986                     | Hawana              | Mistrzostwa ibero-amerykańskie           | skok w dal          | srebrny medal             |
| 1987                     | Caracas             | Mistrzostwa Ameryki Środkowej i Karaibów | skok w dal          | złoty medal               |
| 1988                     | Meksyk              | Mistrzostwa ibero-amerykańskie           | skok w dal          | srebrny medal             |
| 1990                     | Meksyk              | Igrzyska Ameryki Środkowej i Karaibów    | skok w dal          | złoty medal               |
| 1991                     | Sewilla             | Halowe mistrzostwa świata                | skok w dal          | 5. miejsce                |
| 1992                     | Sewilla             | Mistrzostwa ibero-amerykańskie           | skok w dal trójskok | złoty medal               |
| 1993                     | Cali                | Mistrzostwa Ameryki Środkowej i Karaibów | skok w dal trójskok | złoty medal               |
| 1993                     | Ponce               | Igrzyska Ameryki Środkowej i Karaibów    | skok w dal trójskok | złoty medal               |
| 1993                     | Buffalo             | Uniwersjada                              | trójskok            | złoty medal               |
| 1993                     | Stuttgart           | Mistrzostwa świata                       | trójskok            | 4. miejsce                |
| 1994                     | Sankt Petersburg    | Igrzyska Dobrej Woli                     | trójskok            | 5. miejsce                |
| 1995                     | Barcelona           | Halowe mistrzostwa świata                | trójskok            | 6. miejsce                |
| 1995                     | Mar del Plata       | Igrzyska panamerykańskie                 | skok w dal trójskok | złoty medal srebrny medal |
| 1995                     | Göteborg            | Mistrzostwa świata                       | skok w dal          | srebrny medal             |
| Reprezentantka Hiszpanii |                     |                                          |                     |                           |
| 1999                     | Sewilla             | Mistrzostwa świata                       | skok w dal          | złoty medal               |
| 2000                     | Doha                | Finał Grand Prix IAAF                    | skok w dal          | 3. miejsce                |
| 2001                     | Lizbona             | Halowe mistrzostwa świata                | skok w dal          | brązowy medal             |
| 2001                     | Edmonton            | Mistrzostwa świata                       | skok w dal          | brązowy medal             |
| 2001                     | Brisbane            | Igrzyska Dobrej Woli                     | skok w dal          | 5. miejsce                |
| 2004                     | Huelva              | Mistrzostwa ibero-amerykańskie           | skok w dal          | złoty medal               |
| 2005                     | Almería             | Igrzyska śródziemnomorskie               | skok w dal          | srebrny medal             |
| 2006                     | Göteborg            | Mistrzostwa Europy                       | skok w dal          | 7. miejsce                |

## Rekordy życiowe
- skok w dal – 7,06 – Sewilla 23/08/1999 (rekord Hiszpanii)
- skok w dal (hala) – 6,88 – Lizbona 10/03/2001 (rekord Hiszpanii)
- trójskok – 14,60 – Hawana 24/06/1994 (były rekord Hiszpanii)
- trójskok (hala) – 14,04 – Barcelona 11/03/1995